# 東京蛇螺
東京蛇螺（学名：Vermetus tokyoensis）为蛇螺科蛇螺屬下的一个种。其种加词“tokyoensis”意为“东京的”。